# A Lyga de 2015
A Lyga de 2015 foi a 26.ª edição da A Lyga (o campeonato Lituano de futebol). A competição teve início em março e foi encerrado em novembro, e teve como o campeão a equipe do Žalgiris Vilnius.

## Classificação geral
| Classificação geral | Classificação geral | Classificação geral | Classificação geral | Classificação geral | Classificação geral | Classificação geral | Classificação geral | Classificação geral | Classificação geral | Classificação geral | Classificação geral                                 |
| Pos                 | Equipes             | Pts                 | J                   | V                   | E                   | D                   | GM                  | GS                  | SG                  | %                   | Classificação ou rebaixamento                       |
| ------------------- | ------------------- | ------------------- | ------------------- | ------------------- | ------------------- | ------------------- | ------------------- | ------------------- | ------------------- | ------------------- | --------------------------------------------------- |
| 1                   | Žalgiris Vilnius    | 94                  | 36                  | 31                  | 1                   | 4                   | 104                 | 25                  | 79                  | 87,0%               | Play-offs da Liga dos Campeões da UEFA de 2016–17   |
| 2                   | Trakai              | 84                  | 36                  | 27                  | 3                   | 6                   | 89                  | 33                  | 56                  | 77,8%               | Play-offs da Liga Europa da UEFA de 2016–17         |
| 3                   | Atlantas            | 70                  | 36                  | 21                  | 7                   | 8                   | 65                  | 34                  | 31                  | 64,8%               | Play-offs da Liga Europa da UEFA de 2016–17         |
| 4                   | Sūduva Marijampolė  | 67                  | 36                  | 21                  | 4                   | 11                  | 76                  | 34                  | 42                  | 62,0%               |                                                     |
| 5                   | Kauno Žalgiris      | 45                  | 36                  | 13                  | 6                   | 17                  | 47                  | 74                  | −27                 | 41,7%               |                                                     |
| 6                   | Utenis Utena        | 42                  | 36                  | 11                  | 9                   | 16                  | 39                  | 49                  | −10                 | 38,9%               |                                                     |
| 7                   | Stumbras Kaunas     | 41                  | 36                  | 11                  | 8                   | 17                  | 51                  | 74                  | −23                 | 38,0%               |                                                     |
| 8                   | Klaipėdos Granitas  | 27                  | 36                  | 6                   | 9                   | 21                  | 37                  | 83                  | −46                 | 25,0%               | Desqualificado                                      |
| 9                   | Šiauliai            | 20                  | 36                  | 5                   | 5                   | 26                  | 37                  | 94                  | −57                 | 18,5%               |                                                     |
| 10                  | Kruoja Pakruojis    | 20                  | 36                  | 4                   | 8                   | 24                  | 23                  | 72                  | −49                 | 18,5%               | Abandonou a competição e rebaixado à 1 Lyga em 2016 |

## Premiação
| Campeão                       |
| ----------------------------- |
| Žalgiris Vilnius (6.° título) |